# RATP-Baureihe MP 55

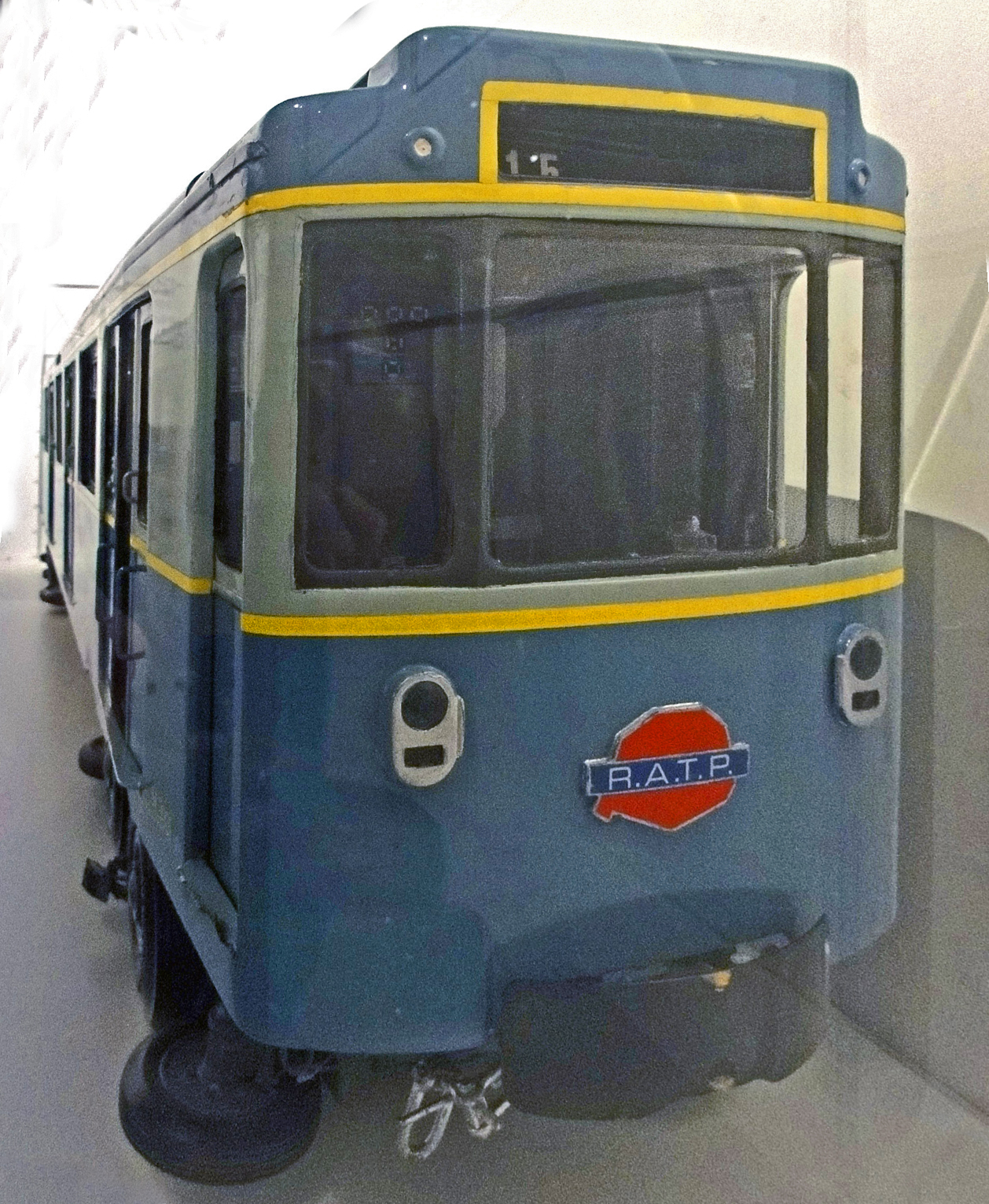
Modell eines Triebwagens der Baureihe MP 55, Bauart Renault

Die Baureihe MP 55 ist ein Fahrzeugtyp des Pariser Verkehrsunternehmens RATP. Abgesehen vom Versuchsfahrzeug MP 51, von dem nur ein Exemplar gebaut wurde, handelt es sich um die erste Baureihe der Pariser Métro, die auf luftgefüllten Gummireifen lief.

## Vorgeschichte

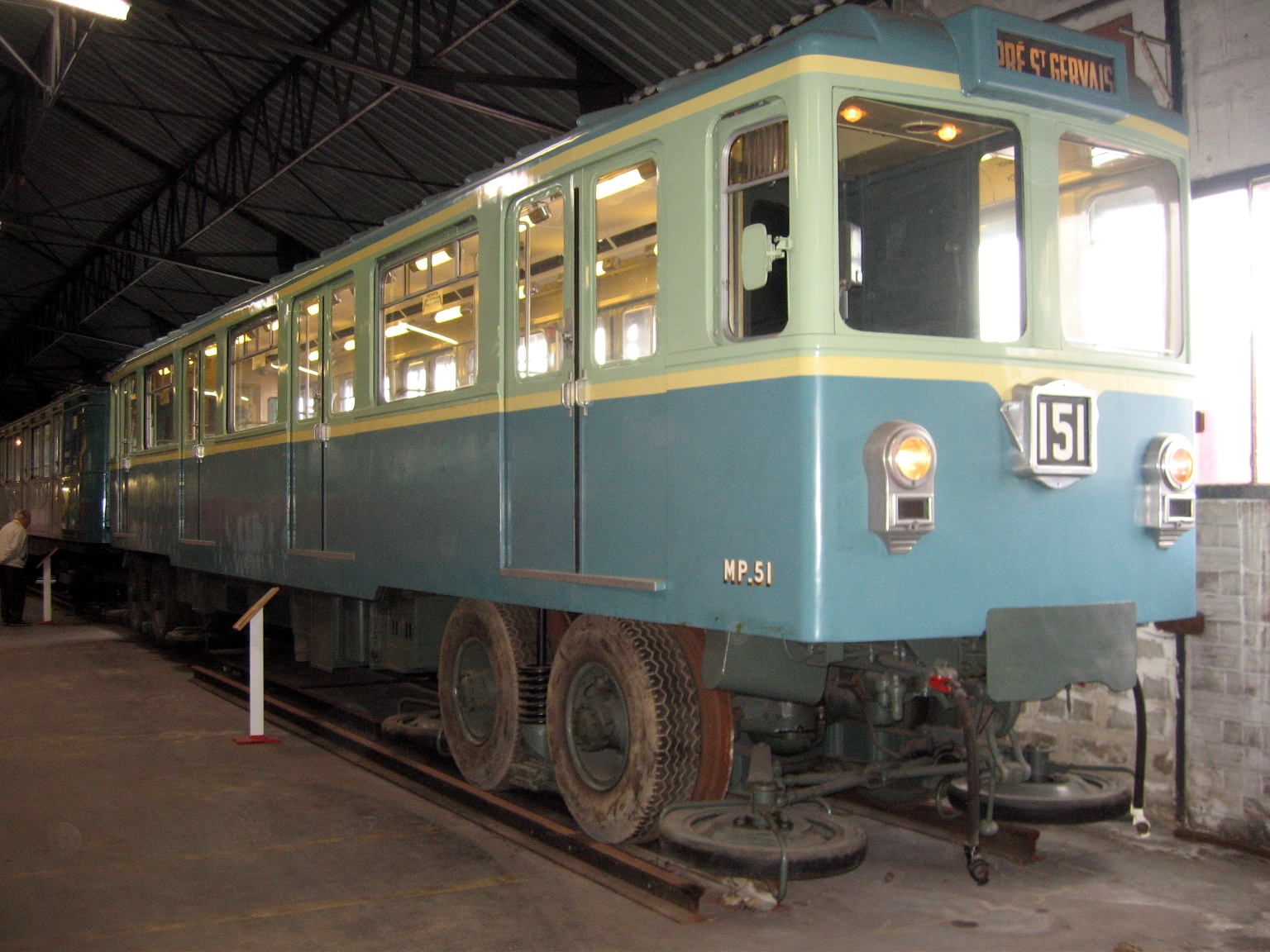
Gummibereifter Prototyp MP 51

1931 stellte die Firma Michelin einen Leichttriebwagen für Eisenbahnen vor, dessen Räder mit luftgefüllten Gummireifen versehen waren. Die Vorteile waren ein ruhigerer Lauf, zu dem ein besseres Beschleunigungs- und Bremsverhalten und Steigungsvermögen kamen.
Die am 19. Juli 1900 eröffnete Métro (Untergrundbahn) von Paris experimentierte ab August 1951 mit gummibereiften Zügen. Im Jahr zuvor waren Radialreifen auf den Markt gekommen, die bei einem Radius von weniger als einem Meter vier Tonnen Last tragen konnten. Darüber hinaus wurden die Vorstellungen präziser, wie ein derartiges Fahrzeug in der Spur gehalten werden konnte. Auf der Strecke sollte dies mit Hilfe von horizontal angeordneten Spurführungsreifen an den Wagenenden geschehen, die von seitlichen Spurführungsbalken in den Fahrweg gezwungen werden. Im Weichenbereich sollte der Spurkranz zusätzlich vorhandener Metallräder das Fahrzeug führen.
Die Schienenfahrzeugfabrik des Unternehmens Brissonneau et Lotz in Creil lieferte den Prototyp, der die Baureihenbezeichnung MP 51 erhielt und ein Einzelgänger blieb. Er war 15,4 Meter lang und besaß an beiden Enden jeweils einen Führerstand. Für den Testbetrieb wurde das 770 Meter lange Betriebsgleis Voie navette zwischen den Stationen Porte des Lilas und Pré-Saint-Gervais entsprechend umgerüstet. Schnell stellte sich heraus, dass das Fahrzeug leiser als solche auf Metallrädern lief. Den besseren Werten beim Beschleunigen und Abbremsen setzte indes der Komfort der Fahrgäste Grenzen. Verschiedene Vorfälle wurden simuliert, um ihren Einfluss auf das Fahrzeug und mögliche Verbesserungen zu testen. So fuhr das Fahrzeug mit einem „platten“ oder einem blockierenden Reifen. Ab April 1952 wurde der Triebwagen, der zugleich als Versuchsfahrzeug für die (halb-)automatische Zugsteuerung Pilotage automatique diente, im Fahrgastbetrieb eingesetzt.

## Geschichte und Beschreibung

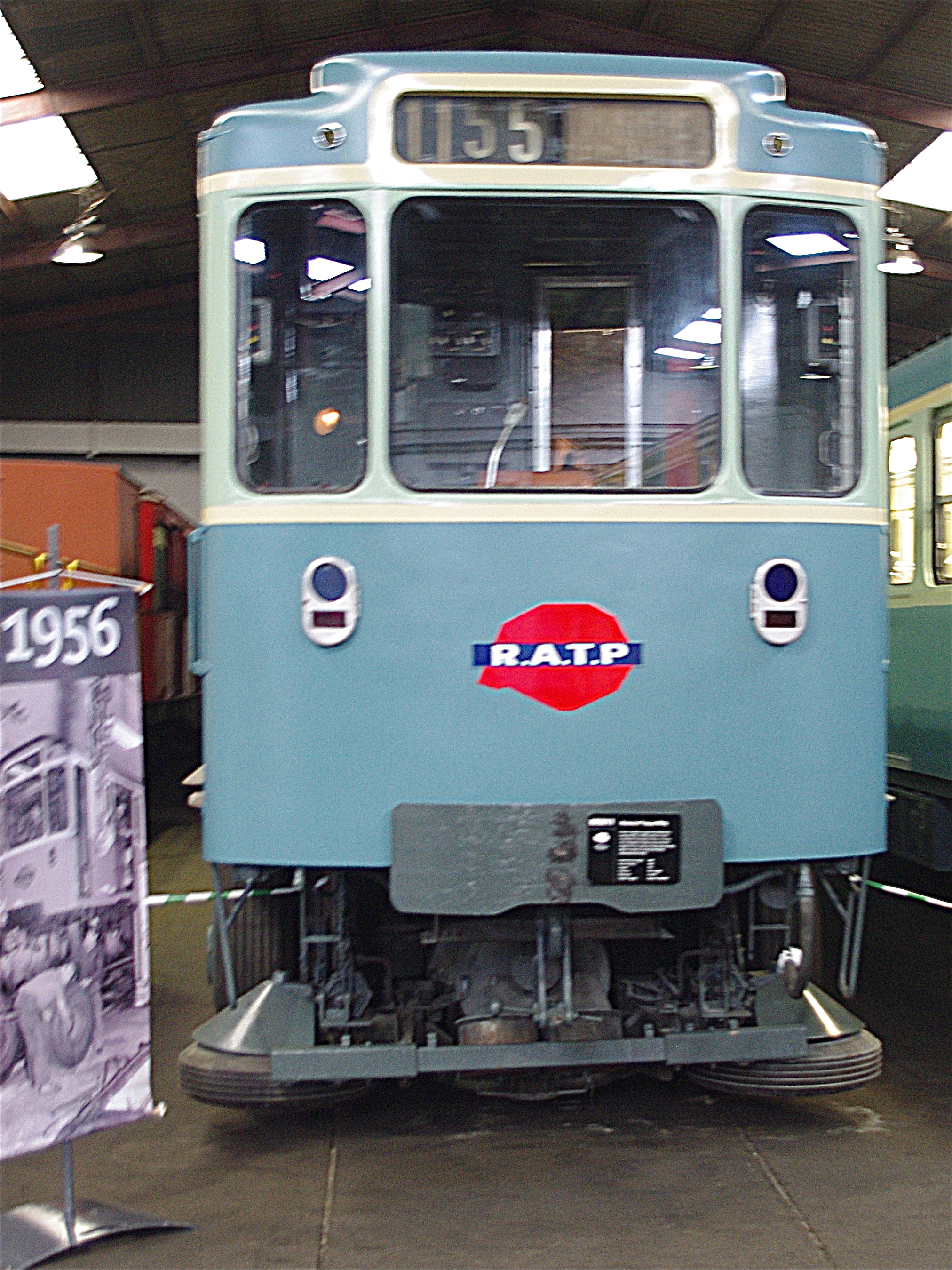
Museumsfahrzeug MP 55 (Brissonneau et Lotz) in der Betriebswerkstatt Fontenay der RATP, 2015

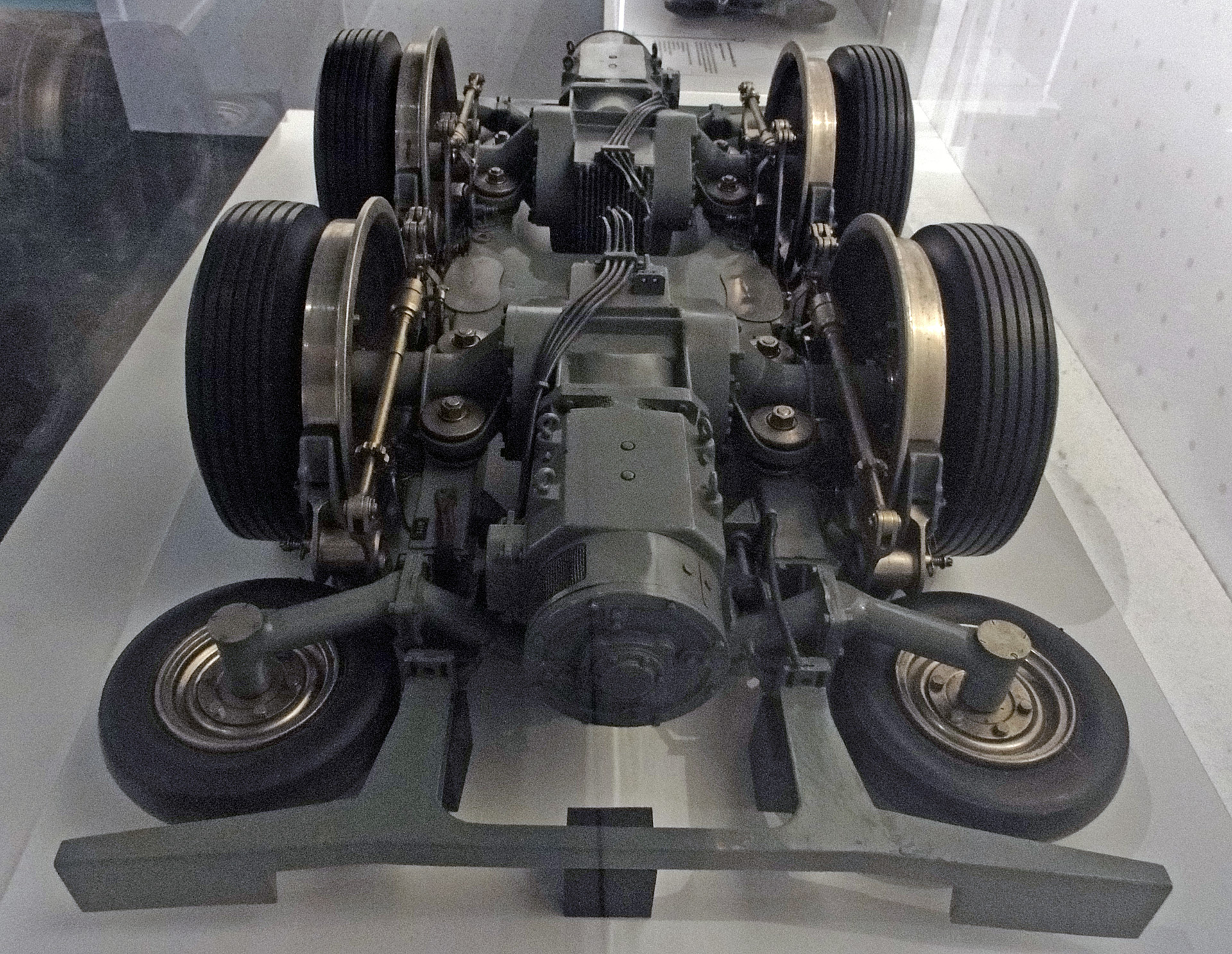
Alsthom-Drehgestell eines MP 55: innerhalb der Luftreifen die Metallräder, vorn die horizontalen Spurführungsreifen

Die zufriedenstellenden Ergebnisse beim Betrieb des Prototyps führten zum Beschluss, eine ganze Linie auf gummibereiften Betrieb umzustellen. Ausgewählt wurde die Métrolinie 11, die auf 6,3 Kilometer Länge von der Station Mairie des Lilas im Nordosten nach Châtelet im Stadtzentrum führt. Die damals kürzeste Linie der Metro weist eine gewundene Trassierung mit Rampen von 40 ‰ auf. Dort sollten Züge verkehren, die aus zwei Endtriebwagen mit je einem Führerstand, einem führerstandslosen Mitteltriebwagen und einem eingereihten Beiwagen bestanden.
Am 15. Dezember 1954 bestellte die RATP bei Renault 20 Triebwagen mit Führerstand (Betriebsnummern M 3001–3020), 10 Triebwagen ohne Führerstand (N 3501–3510) und 10 Beiwagen (AB 5501–5510). Brissonneau et Lotz erhielt einen Auftrag über 16 Endtriebwagen (M 3021–3036), 8 Mitteltriebwagen (N 3511–3518) und 7 Beiwagen (AB 5511–5517). Die führerstandlosen Triebwagen wurden 1962 in N 4001–4018 umgezeichnet.
Der Umbau der Strecke begann 1954, der Betriebshof Ateliers des Lilas an deren östlichen Endpunkt wurde 1956 angepasst. Am 27. Juli 1956 wurde mit dem Mitteltriebwagen N 3501 das erste Fahrzeug der Baureihe öffentlich vorgestellt. Am 10. Oktober desselben Jahres wurde der erste Zug angeliefert, Versuchsfahrten fanden zunächst in den nächtlichen Betriebspausen statt. Einen Monat später kam er erstmals im Fahrgastverkehr zum Einsatz. Bis im Oktober 1957 alle Fahrzeuge eingetroffen waren, bestand Mischverkehr mit den herkömmlichen Fahrzeugen der Bauart Sprague-Thomson, die nach und nach durch die neuen Züge ersetzt wurden.
Mit den Fahrzeugen wurden siebzehn vierteilige Züge gebildet, zwei End- und ein Mitteltriebwagen dienten als Reserve. Die Fahrzeuge der beiden Hersteller wurden nicht vermischt. Leicht unterscheidbar waren die Züge an den Dichtungen der drei Frontfenster: die der Renault-Triebwagen waren schwarz, Brissonneau et Lotz verbaute cremefarbene. Der Einsatz von fünfteiligen Zügen war aufgrund der geringen Größe des Betriebshofs nicht möglich. Er hat nur eine Fläche von 2000 m² und liegt vollständig unter der Erde.
Die Endtriebwagen (Bezeichnung: M) waren 15,40 Meter lang, die führerstandlosen Mitteltriebwagen (N) und die Beiwagen (AB) 14,80 Meter. Die Wagenkästen waren aus Stahl, beidseitig mit vier automatisch schließenden Doppeltüren, die in Türtaschen liefen. Das automatische Öffnen erfolgte nach Betätigung des Riegels. Der Zug war zweiklassig, das Abteil erster Klasse befand sich im Beiwagen, der in diesem Bereich cremeweiß lackiert war. Die ursprüngliche Farbe des übrigen Zugs war blau mit einem hellblauen Fensterband.
Jeder Triebwagen hatte zwei Drehgestelle, die von je zwei Elektromotoren mit 90 PS bewegt wurden. Die H-förmigen Drehgestelle der beiden Bauarten unterschieden sich, was die Lage der Motoren (geneigt bei Renault, horizontal bei Brissonneau et Lotz) und deren Verbindung mit den Differentialgetrieben betraf. Renault fertigte die Drehgestelle selbst, Zulieferer für Brissonneau et Lotz war diesbezüglich Alsthom. Die mögliche Beschleunigung von 1,45 m/s² wurde bewusst auf 1,30 m/s² reduziert. Zwei unterschiedliche Steuerungssysteme für die im Zug nachgereihten Triebwagen wurden verwendet: JH (Jeumont-Heidmann; Kennzeichen: Vielfachsteuerung durch von einem Servomotor angetriebene Nockenwelle) bei den Fahrzeugen von Brissonneau et Lotz und CEM (Commande électropneuatique, elektropneumatische Steuerung) bei den Renault-Triebwagen. Die Bremsen arbeiteten elektropneumatisch.
Zwischen 1965 und 1967 wurden die Züge mit der Zugsteuerung Pilotage automatique ausgestattet, 1967 mit der Ausrüstung für die zentralisierte Betriebsführung (PCC). 1975 wurde das Bremssystem geändert, 1977 wurden die Fahrzeuge modernisiert. Sie erhielten Sitze, wie sie auch in der Baureihe MP 73 verbaut waren. Die blauen Außenflächen der meisten Fahrzeuge wurden dunkler, auch der Wagenteil 1. Klasse wurde königsblau mit weißem Fensterband lackiert. Als ab 1992 die anderen Métrozüge die aktuellen Farben erhielten, unterblieb dies bei dieser Baureihe, da die Außerbetriebnahme absehbar war. Das alte Logo der RATP an den Endtriebwagen wurde aber durch das neue ersetzt. 1982 wurden mit M 3028 und N 4014 die ersten beiden Fahrzeuge abgestellt, die übrigen liefen bis wenigstens 1995. Ihr Einsatz erfolgte ausschließlich auf der Linie 11.

## Letzter Einsatz
Am 30. Januar 1999 wurde der letzte Zug der Baureihe abgezogen und feierlich verabschiedet. Bis zum Schluss hatten einige Wagen ihre ursprüngliche Farbgebung behalten. Der letzte Zug war technisch wie farblich gemischt: Endtriebwagen M 3030 (B & L) und Beiwagen AB 5503 (Renault) hellblau mit cremeweißem Abteil 1. Klasse, am anderen Ende Mitteltriebwagen N 4009 und M 3001 (beide Renault) königsblau/weiß.

## Verbleib
Von der Baureihe MP 55 blieb kein vollständiger Zug erhalten, kein führerstandloser Mitteltriebwagen ist mehr vorhanden. Die RATP bewahrt die Fahrzeuge M 3011 und AB 5517 auf. Der Triebwagen M 3001 steht im Renault-Museum in Flins-sur-Seine, M 3002 und M 3032 befinden sich in Privatbesitz.

## Fazit
Der Betrieb der Züge wies nach, dass aufgrund ihrer Leistungsfähigkeit die Beförderungskapazität in den Hauptverkehrszeiten um 5,5 % anstieg. Der ruhigere Lauf und die geringere Lautstärke ließen sie den herkömmlichen Zügen überlegen erscheinen. 1959 kam ein Bericht zu der Schlussfolgerung, es sei trotz der Aufwendungen für den Streckenumbau ökonomisch sinnvoll, die Züge auf Metallrädern langfristig durch gummibereifte zu ersetzen. Die geringfügig veränderte Nachfolgebaureihe MP 59 wurde, zunächst für die Linie 1, 1960 bestellt. Sie löste ab 1995 nach und nach die MP 55 auf der Linie 11 ab und ist im Jahr 2014 dort noch im Einsatz.

## Trivia
Im Film Der eiskalte Engel von Jean-Pierre Melville aus dem Jahr 1967 benutzt der Hauptdarsteller Alain Delon einen Zug der Baureihe MP 55.